# The Same Love That Made Me Laugh
The Same Love That Made Me Laugh è un singolo del cantautore statunitense Bill Withers, pubblicato nel 1974 ed estratto dall'album +'Justments.

## Tracce
- 7"

1. The Same Love That Made Me Laugh
2. Make a Smile for Me

## Cover
La cantante statunitense Diana Ross ha inciso una cover del brano nel suo album del 1977 Baby It's Me.